# Croix de Saint-Symphorien-de-Mahun
La croix de Saint-Symphorien-de-Mahun est une croix située à Saint-Symphorien-de-Mahun, en France.

## Localisation
La croix est située sur la commune de Saint-Symphorien-de-Mahun, dans le département français de l'Ardèche.

## Historique
L'édifice est classé au titre des monuments historiques en 1932.